# Diapensiaceae
Die Diapensiaceae sind eine Pflanzenfamilie in der Ordnung der Heidekrautartigen (Ericales) innerhalb der Klasse der Bedecktsamigen Pflanzen (Magnoliopsida). Die Taxa besitzen eine holarktische Verbreitung, mit Schwerpunkten im östlichen Asien und in den USA. Galax urceolata wird als Zierpflanze verwendet und ihre medizinischen Wirkungen wurden untersucht.

## Beschreibung

### Vegetative Merkmale

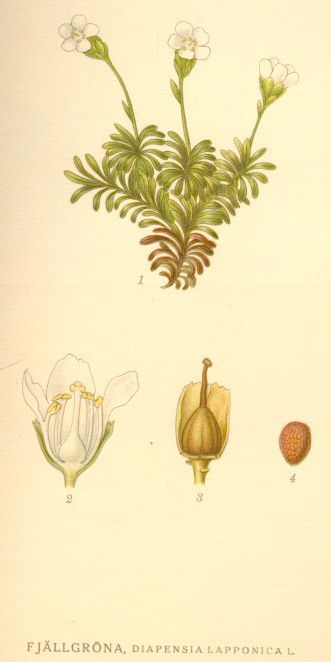
Diapensia lapponica, Illustration

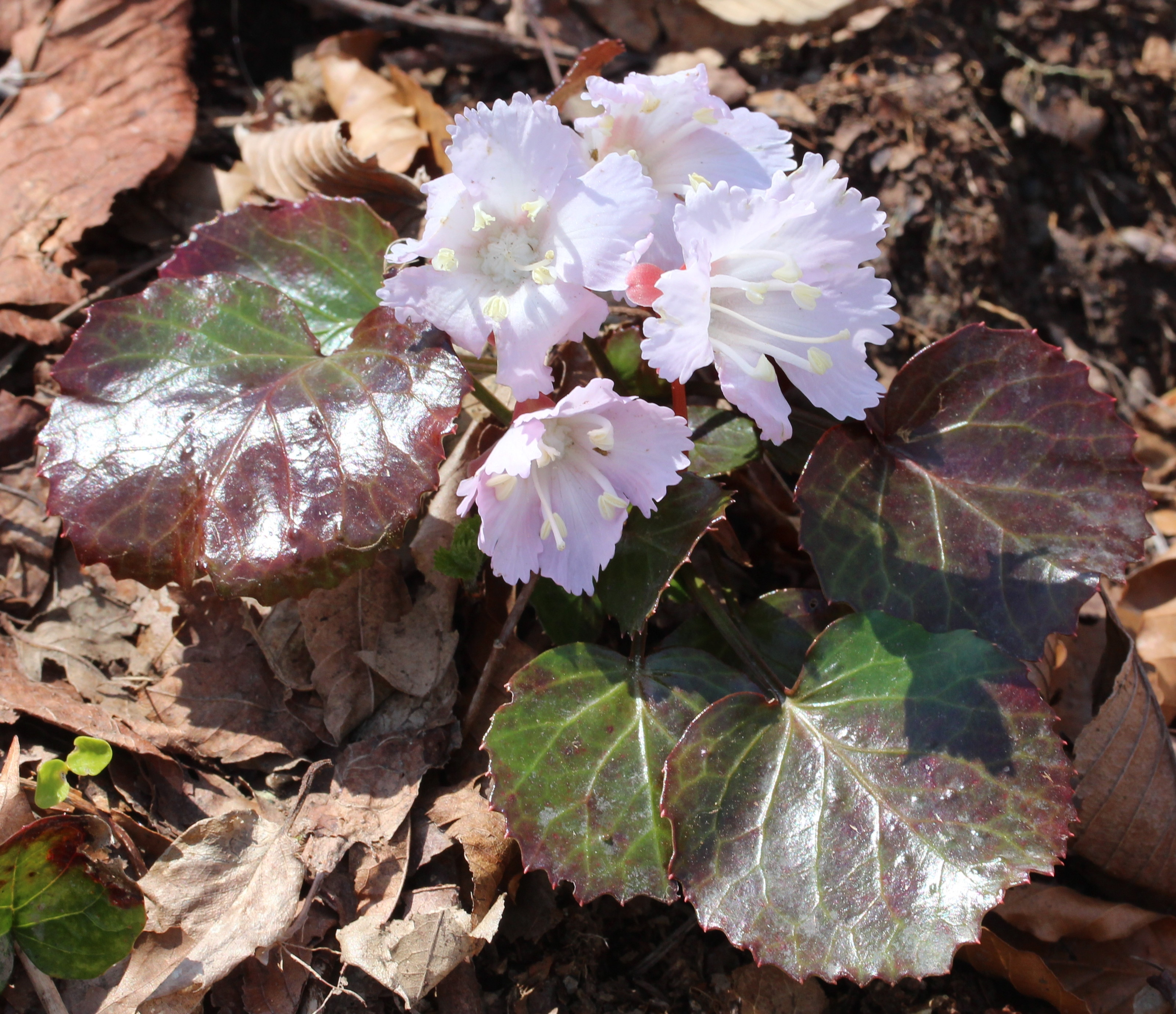
Habitus und Blüten von Shortia uniflora

Diese Arten sind hauptsächlich immergrüne, ausdauernde krautige Pflanzen oder kleine Halbsträucher. Sie wachsen aufrecht bis kriechend. Oft ist Ekto- und Endo-Mykorrhiza vorhanden.
Die wechselständig und spiralig und oft zu vielen dicht zusammen angeordneten Laubblätter sind gestielt oder sitzend. Die einfache Blattspreite ist fiedernervig. Die Blattränder sind glatt, gezähnt oder gesägt. Die Blätter von Diapensia, Galax und einiger Shortia-Arten färben sich im Herbst und Winter rötlich bis purpurfarben oder orange-bronzefarben durch Anthocyane, dies ist ein Grund für die Verwendung von Galax-Blättern als Schnittgrün in der Floristik. Nebenblätter fehlen.

### Generative Merkmale
Die Blüten stehen einzeln oder in kopfigen, traubigen Blütenständen. Die zwittrigen, radiärsymmetrischen Blüten sind fünfzählig. Es ist ein doppeltes Perianth vorhanden. Die fünf Kronblätter sind nur an ihrer Basis verwachsen und die Kronlappen sind ausgebreitet. Es sind ein oder zwei Kreise mit je fünf Staubblättern vorhanden, davon können bis zu fünf zu Staminodien umgewandelt sein; wenn ein Staubblattkreis fehlt dann ist es der innere. Die zweizelligen Pollenkörner besitzen drei oder sechs Aperturen und sind colpat, colporat oder rugat. Meist drei, oder selten fünf Fruchtblätter sind zu einem oberständigen Fruchtknoten verwachsen. Die zahlreichen Samenanlagen sind anatrop oder amphitrop. Der Griffel endet in einer oft dreilappigen, selten kopfigen oder diskusförmigen Narbe.
Es werden drei- oder selten fünffächerige, lokulizidale Kapselfrüchte mit vielen (10 bis 30) Samen gebildet. Die kleinen, zylindrischen, braunen Samen enthalten viel, fleischiges Endosperm und einen geraden oder leicht gekrümmten Embryo.
Die Basischromosomenzahlen betragen n = 6.

### Inhaltsstoffe
Besonders die Blätter der meisten Arten akkumulieren große Mengen Aluminium-Ionen. Sie enthalten Anthocyane und Flavonole.

## Systematik und Verbreitung

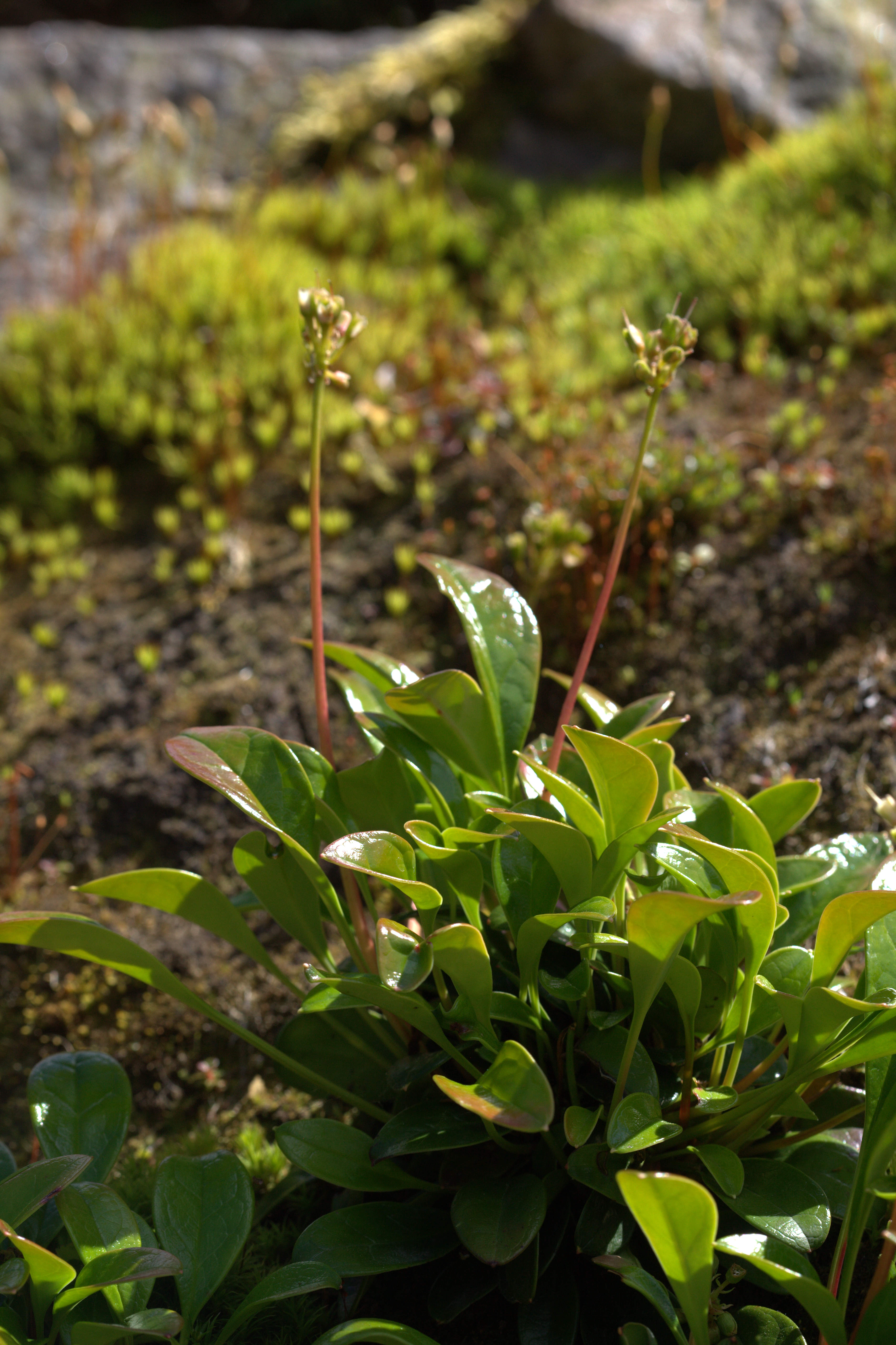
Berneuxia thibetica

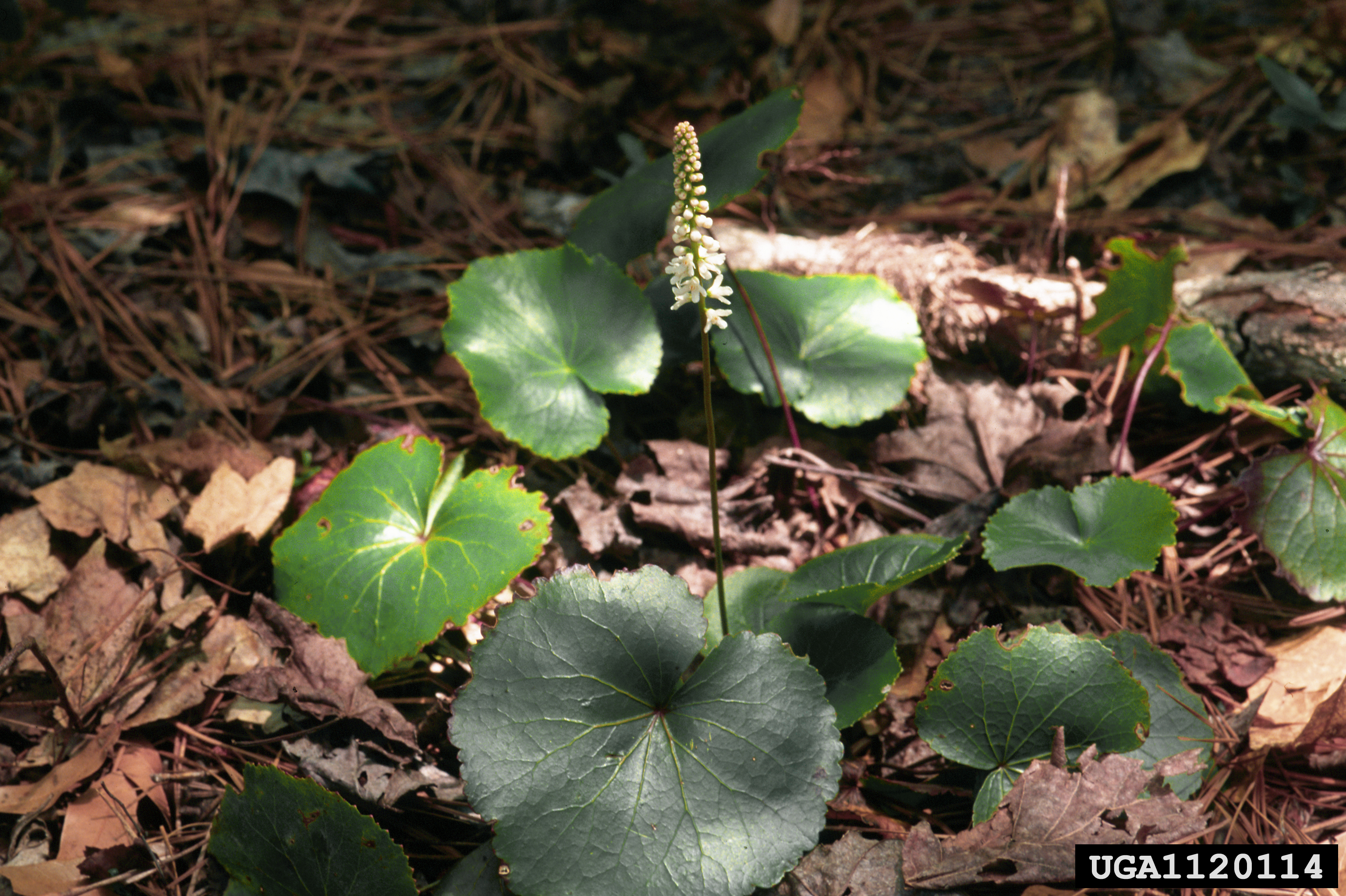
Galax urceolata

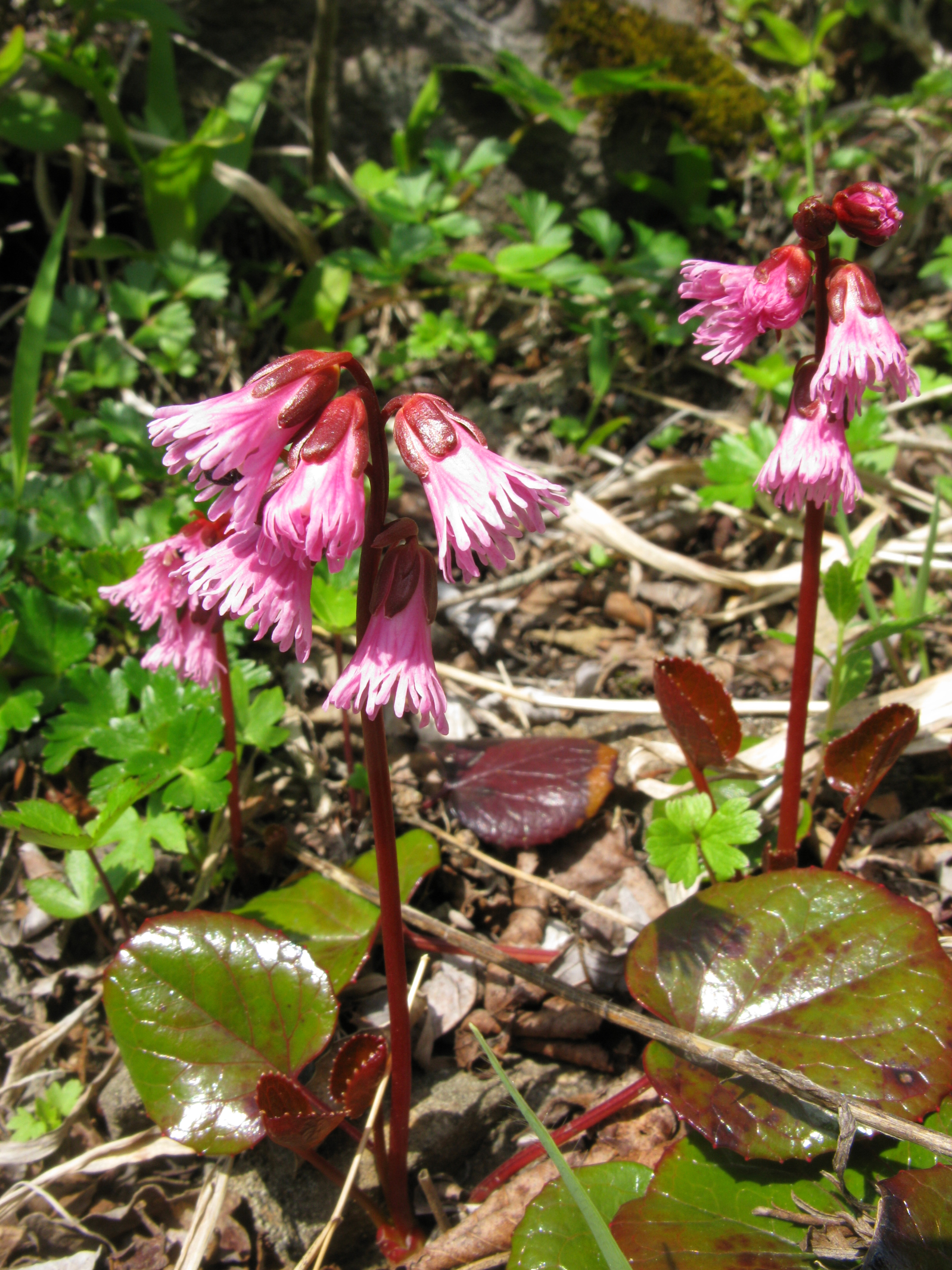
Shortia soldanelloides

Sie besitzen eine holarktische Verbreitung. Das Verbreitungsgebiet ist disjunkt mit Schwerpunkten im östlichen Asien und in den USA. Sie gedeihen in arktischen bis gemäßigten Klimaten, oft in alpinen Höhenlagen.
Der Familienname wurde 1836 von John Lindley in An Introduction to the Natural System of Botany, 233 erstveröffentlicht. Typusgattung ist Diapensia L. Ein Synonym für Diapensiaceae ist Galacaceae D.Don. Sie wurden früher in die Ordnung der Diapensiales Engler & Gilg gestellt, heute gehören sie zu den Ericales. Innerhalb der Ericales sind die Diapensiaceae eine Schwestergruppe der Styracaceae und diese beiden Familien bilden mit den Symplocaceae eine Klade.
Zur Familie der Diapensiaceae gehören fünf Gattungen mit etwa 12 bis 15 Arten:
- Berneuxia Decne.: Mit der einzigen Art:
  - Berneuxia thibetica Decne. (Syn.: Berneuxia yunnanensis H.L.Li, Shortia davidii Franchet): Es ist eine ausdauernde krautige Pflanze. Vorkommen befinden sich in feuchten Tannenwäldern, sommergrünen Laubwäldern und Gebüschen in Höhenlagen von 1700 bis 3500 m in den chinesischen Provinzen nordwestliches Guizhou, Sichuan, südöstliches Xizang und nördliches Yunnan.
- Diapensia L.: Mit etwa fünf Arten im nördlichen Europa, Asien und Nordamerika. Es sind Halbsträucher.
- Galax Sims: Mit der einzigen Art:
  - Bronzeblatt (Galax urceolata (Poir.) Brummitt, Syn.: Galax rotundifolia Pursh, Galax aphylla auct. non L., Pyrola urceolata Poir.): Es ist eine immergrüne, ausdauernde krautige Pflanze. Sie hat Vorkommen an schattigen Plätzen in Wäldern, hauptsächlich in den Appalachen in Höhenlagen bis 1500 m, in den südöstlichen Vereinigten Staaten von Massachusetts und New York südlich bis ins nördliche Alabama.
- Pyxidanthera Michx.: Mit zwei Arten in den südöstlichen USA. Es sind Halbsträucher:[4]
  - Pyxidanthera barbulata Michx.
  - Pyxidanthera brevifolia Wells
- Shortia Torr. & A.Gray (Syn.: Schizocodon Sieb. & Zucc., Sherwoodia House, Shortiopsis Hayata): Mit sechs immergrünen, ausdauernden, krautigen Arten in den südöstlichen USA (eine Art), in Japan (drei Arten), auf Taiwan und den Ryūkyū-Inseln (eine Art) und in der chinesischen Provinz Yunnan (eine Art).